# 서울화계초등학교
서울화계초등학교는 대한민국 서울특별시 강북구 미아동에 소재한 공립 초등학교이다.

## 학교 연혁
- 1967년 12월 8일 서울화계국민학교 개교(10학급 775명)(설립인가 9월 15일)
- 1972년 7월 10일 실외 수영장 개장
- 1983년 9월 30일 송중국민학교(1253명) 분리 이관
- 1986년 5월 15일 스승의 비 건립
- 1990년 11월 21일 축구부 창단
- 1991년 5월 22일 번동국민학교(711명) 분리 이관
- 1996년 3월 1일 현재 교명으로 변경
- 1997년 5월 1일 급식실 준공
- 2001년 2월 28일 체육관 및 다목적실 증축 공사 착공
- 2003년 5월 22일 특별교실, 체육관, 수영장 준공
- 2009년 10월 31일 도서관 리모델링 완공
- 2010년 11월 19일 영어전용교실 개관
- 2011년 11월 30일 예절교육실 환경 개선 공사
- 2012년 3월 1일 병설유치원 개원
- 2015년 10월 8일 본관동 1층 리모델링 및 체육관 보수
- 2016년 2월 16일 제48회 졸업(180명)
- 2016년 3월 1일 39학급(특수 2학급 포함) 편성
- 2016년 8월 23일 전관 교실 바닥 교체 공사
- 2016년 12월 15일 체육관 내 방송실 이전 및 벽면교체 공사
- 2017년 2월 10일 제49회 졸업(145명)
- 2017년 2월 28일 유치원 2개반 증설 및 남관 창호 공사
- 2017년 3월 1일 38학급(특수 2학급 포함) 편성
- 2017년 9월 8일 교육환경 개선(예절실, 놀이터, 교사휴게실, 녹색실, 체육관)
- 2017년 9월 17일 본관 및 남관 건물지붕 방수공사
- 2017년 10월 20일 개교 50주년 기념식(기념식수 및 타임캡슐)
- 2018년 2월 9일 제50회 졸업(139명)
- 2018년 3월 1일 38학급(특수 2학급 포함) 편성
- 2019년 2월 8일 제51회 졸업(158명)
- 2019년 3월 1일 37학급(특수 2학급 포함) 편성
- 2019년 5월 10일 신관 내진공사 완료
- 2019년 9월 1일 제15대 홍동식 교장 부임
- 2019년 10월 15일 교내 보차도 분리 펜스 설치
- 2020년 2월 7일 제52회 졸업(158명)
- 2020년 3월 1일 36학급(특수 2학급 포함) 편성
- 2020년 3월 28일 복도 신발장 설치, 남관 데크길 조성
- 2020년 4월 20일 도서관 환경 개선
- 2020년 4월 21일 배수로 안전덮개 설치
- 2020년 10월 21일 정문 미끄럼방지 포장 및 통학로 보수공사

## 참고 자료
- 서울화계초등학교 - 한국교육학술정보원 학교알리미